# Superbad
Superbad is een Amerikaanse komedie uit 2007 onder regie van Greg Mottola. De film won onder meer Canadian Comedy Awards in de categorieën beste script en beste mannelijke rol (Michael Cera).

## Verhaal
Seth (Jonah Hill) en Evan (Michael Cera) zijn allebei laatstejaars op dezelfde middelbare school. Ze zijn elkaars beste vrienden en brengen zowat al hun vrije tijd samen zuipend en naar porno kijkend door, maar aan hun gezamenlijke schooltijd komt over drie weken een einde. Na de zomer gaan ze naar opleidingen in verschillende steden. Voor het zover is, willen ze allebei nog naar bed met het meisje van hun dromen, die ze waarschijnlijk na de zomer niet meer terugzien. Voor Seth is dat Jules (Emma Stone), voor Evan Becca (Martha MacIsaac). Ze kunnen allebei aardig opschieten met hun beoogde meisje, maar imponeren die vooral met sterke, gelogen verhalen over hun wilde uitgaansleven. Feitelijk brengen ze zowat elk weekend thuis door, vaak met hun derde maat Fogell (Christopher Mintz-Plasse) erbij, die zijn eigen waarde op de sociale markt behoorlijk overschat. Alle drie zijn ze voornamelijk bezig met de hele dag denken aan en praten over seks. Seth doet dit zo grof mogelijk en door minimaal één keer per minuut het woord "fuck" te gebruiken, Evan is wat netter in zowel zijn denkbeelden over meisjes als in zijn taalgebruik.
Wanneer Fogell aan Seth en Evan vertelt dat hij die middag een vals identiteitsbewijs gaat halen en daarmee alcohol kan gaan kopen, gebruikt Seth dit verhaal om tegen Jules op te scheppen over alle drank die hijzelf wel niet haalt met zíjn valse ID-kaart. Jules nodigt hem en Evan uit voor een feest bij haar thuis en vraagt hem door zijn pochen alleen of hij dan drank kan regelen en geeft hem 100 dollar. Seth wil zich niet laten kennen en zegt toe dat hij ervoor zal zorgen. Hij ziet al helemaal voor zich dat hij Jules eenmaal dronken wel het bed in kan krijgen en wil dat Evan op het feest afspreekt met Becca om dezelfde reden. Fogells valse ID blijkt er alleen erg amateuristisch uit te zien en bevat bovendien alleen de zelfgekozen naam "McLovin", geen voornaam. Fogell waagt niettemin zijn kans in de slijterij en staat op het punt voor bijna honderd dollar aan drank mee te krijgen, wanneer er een overvaller binnenkomt, hem neerslaat en er met het geld uit de kassa vandoor gaat. Hierdoor moet Fogell blijven totdat de politie komt om de aangifte van beroving op te nemen. Seth en Evan zien de politiewagen buiten aan komen rijden en gaan ervandoor omdat ze denken dat die komt om Fogell op te pakken.
Seth en Evan moeten op een andere manier aan drank zien te komen om niet met lege handen aan te komen op Jules' feest. Terwijl ze zich hier druk om maken, wordt Seth omver gereden door een auto. De geschrokken bestuurder wil alles voor ze doen zolang ze maar geen aangifte doen. Hij heeft maar een paar dollar op zak, maar neemt de twee mee naar het feest van Mark (Kevin Corrigan), waar volop drank aanwezig is die ze mee kunnen pikken. Seth en Evan komen er terecht tussen de losbandige drank- en drugsgebruikers en bij een gastheer die helemaal niet op de komst van hun chauffeur zat te wachten. Seth besluit een ijskast vol bier over te gieten in jerrycans en er daarmee vandoor te gaan.
Ondertussen komen politieagenten Slater (Bill Hader) en Michaels (Seth Rogen) de slijterij binnen in verband met de overval. Ze nemen Fogell mee om hem een lift naar huis te geven, maar omdat ze onderweg een oproep over de radio krijgen over oproer in een bar, moet Fogell daar eerst mee naartoe. Slater en Michaels blijken hun vak amper serieus te nemen en willen aan Fogell laten zien dat agenten ook wel degelijk coole en joviale kerels kunnen zijn. Voor Fogell is dat het begin van een avond waarin Slater en Michaels hem mee uit zuipen nemen, met de politiewagen stunten en hem met hun dienstwapens laten schieten.
Wanneer het drietal uiteindelijk toch samen bij Jules aankomt, hebben de aanwezige gasten al behoorlijk gedronken. Becca wil niets liever dan Evan mee naar boven nemen en hem met huid en haar verslinden, alleen begint hij eraan te twijfelen of hij wel gebruik moet maken van de situatie met een duidelijk dronken Becca. Seth daarentegen gaat voor zijn kans bij Jules, alleen wijst zij hém voorlopig af. Jules heeft niets gedronken en wil juist niets beginnen met Seth zo lang als die onder invloed van alcohol is. Fogell probeert op zijn beurt Nicola (Aviva) het bed in te krijgen en slaagt daar ook letterlijk in. Alleen wanneer hij op het punt staat een eind te maken aan zijn maagdelijkheid, arriveren Michaels en Slater aan de voordeur om het feest op te breken. Seth tilt de laveloze Evan op en draagt hem in zijn armen naar buiten om uit handen van de politie te blijven. Wanneer de agenten de slaapkamer binnenvallen en Nicola ervandoor gaat, zien ze wat ze hebben verpest voor Fogell. Om het goed te maken voeren ze een toneelstukje met hem op waarin ze hem vloekend en tierend geboeid hun wagen inslepen voor het oog van de andere feestgangers. Dit moet hem een imago bezorgen dat hem in de toekomst aan tal van andere vrouwen zal helpen. Buiten zijn Seth en Evan in beschonken toestand voor het eerst eerlijk tegen elkaar over hoeveel hun vriendschap voor allebei betekent.

## Rolverdeling
- Jonah Hill - Seth
  - Casey Margolis - Jonge Seth
- Michael Cera - Evan
- Christopher Mintz-Plasse - Fogell
- Bill Hader - Agent Slater
- Seth Rogen - Agent Michaels
- Martha MacIsaac - Becca
  - Laura Marano - Jonge Becca
- Emma Stone - Jules
- Aviva Baumann - Nicola (als Aviva)
- Kevin Corrigan - Mark
- David Krumholtz - Benji Austin
- Aurora Snow - Vagtastic Voyage Girl
- Jenna Haze - Vagtastic Voyage Girl
- Erica Vittina Phillips - Kassière drankwinkel
- Marcella Lentz-Pope - Gaby
- Laura Seay - Shirley
- Stacy Edwards - Evans moeder
- Carla Gallo - Menstruerend meisje

## Trivia
- De Vagtastic Voyage Girls worden gespeeld door Snow en Haze, die beide doorgaans hun brood verdienen als pornoactrice.
- Hoofdpersonages Seth en Evan zijn vernoemd naar de schrijvers van het script, Seth Rogen en Evan Goldberg.